# Гюрлер, Сердар
Сердар Гюрлер (тур. и фр. Serdar Gürler; 14 сентября 1991 года, Агно, Франция) — турецкий и французский футболист, полузащитник клуба «Гёзтепе».

## Клубная карьера
Родившийся во французском городе Агно Сердар Гюрлер является воспитанником французского клуба «Сошо». 10 апреля 2010 года он дебютировал во французской Лиге 1, выйдя на замену в конце домашнего поединка против «Сент-Этьена». В следующий раз на высшем уровне Сердар сыграл 14 января 2012 года, выйдя на замену на 85-й минуте гостевого матча с «Сент-Этьеном».
В начале сентября 2012 года Сердар Гюрлер перешёл в клуб турецкой Суперлиги «Элязыгспор». 17 ноября 2012 года он забил свой первый гол на высшем уровне, сравняв счёт в самой концовке гостевого поединка против команды «Истанбул Башакшехир». После вылета «Элязыгспора» по итогам сезона 2013/14 из элиты турецкого футбола Сердар перешёл в клуб Суперлиги «Трабзонспор». Вторую половину сезона 2014/15 он провёл на правах аренды в составе аутсайдера Суперлиги, команды «Кайсери Эрджиесспор».
В январе 2016 года Сердар Гюрлер стал игроком столичного «Генчлербирлиги». По итогам сезона 2016/17 он с 15 голами стал лучшим бомбардиром клуба, а с 13 мячами вошёл в десятки лучшим снайперов Суперлиги 2016/17.

## Карьера в сборной
27 марта 2017 года Сердар Гюрлер дебютировал в составе сборной Турции в домашнем товарищеском матче против команды Молдовы, выйдя на замену на 76-й минуте.